# Пален, Константин Иванович
Граф Константин Иванович Пален (нем. Magnus Konstantin Ferdinand Graf von der Pahlen; 12 января 1830, Митава — 2 мая 1912, Курляндская губерния) — русский государственный деятель из рода Паленов, псковский губернатор (1864—1867), министр юстиции (1867—1878), член Государственного совета (с 1878 года), действительный тайный советник (1878). Был в числе первых чинов Императорского двора и имел придворное звание обер-камергера (1904). Проводник великих реформ, за свою деятельность получил множество наград, среди которых ордена Святого Андрея Первозванного и Леопольда I.

## Биография
Родился в Митаве 12 (24) января 1830 года, крещён 13 (25) апреля в митавской церкви Святой Троицы. Сын графа Ивана Петровича Палена (1784—1856), внук графа Петра Алексеевича Палена, возглавлявшего заговор против императора Павла I. Окончил курс Санкт-Петербургского университета по юридическому факультету со степенью кандидата прав в 1853 году.
С 1855 года состоял на службе в канцелярии Государственного совета. Во время Крымской войны состоял членом комиссии, посланной императрицей Марией Александровной в Севастополь, для возможного облегчения страданий раненых. Здесь Пален провел последние три месяца осады. Из восьми членов этой комиссии лишь трое вернулись из Севастополя: остальных там не стало. Сам Пален заразился и долго болел тифом. За Крымскую кампанию был награждён орденами Св. Анны 3-й степени и Св. Владимира 4-й степени.
Перейдя в Министерство внутренних дел, Пален занимал пост вице-директора департамента исполнительной полиции. В 1864 году в чине действительного статского советника назначен псковским губернатором. В 1867 году произведён в тайные советники, пожалован статс-секретарем и назначен сначала товарищем министра юстиции, а осенью того же года — министром юстиции на смену Д. Н. Замятнину, который стремился к практическому осуществлению судебных уставов в том объеме, в каком они были задуманы. Министерская деятельность графа Палена представляет собой ряд первых по времени отступлений от судебной реформы, отчасти фактических (назначение «исправляющих» должность судебных следователей вместо утверждённых в должности; прекращение открытия советов присяжных поверенных), отчасти формальных, то есть сопряженных с изменением самого текста законов (закон 9 мая 1878 года, ограничивший круг действий суда присяжных). Тем не менее деятельность Палена подвергалась в высших кругах критике как излишне либеральная; граф А. К. Толстой иронизировал:
Мы дрожим средь наших спален,

Мы дрожим среди молелен,

Оттого что так граф Пален

Ко присяжным параллелен!

Всяк боится быть застрелен,

Иль зарезан, иль подпален,

Оттого что параллелен

Ко присяжным так граф Пален.

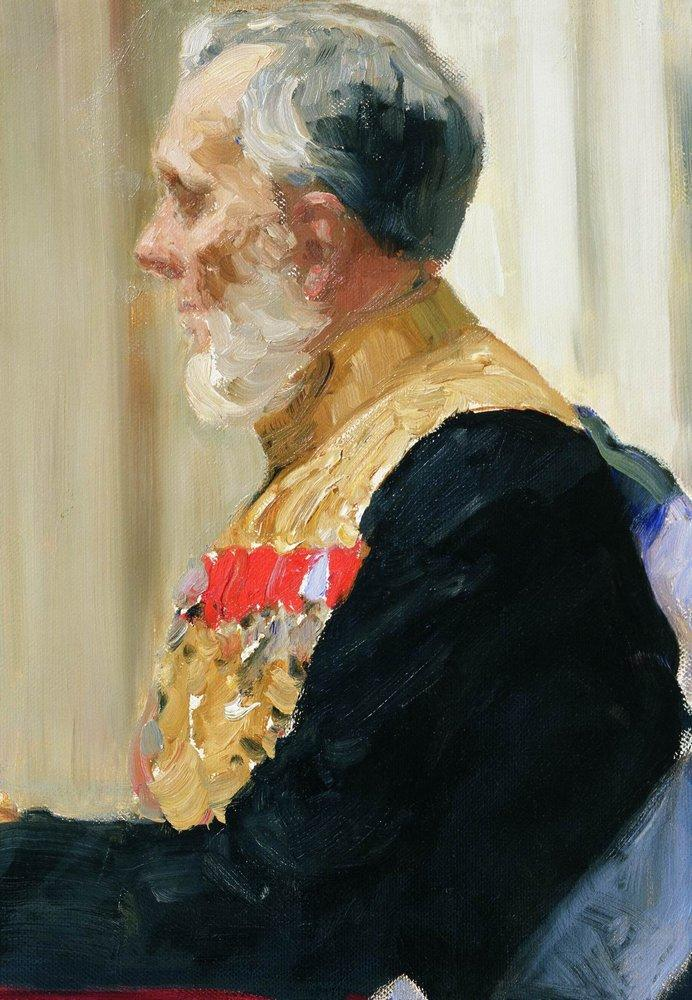
Граф К. И. Пален на зарисовке И. Репина (1901)

В 1869 году пожалован орденом Св. Владимира 2-й степени, а в начале 1878 года произведён в действительные тайные советники. Оставив летом того же года пост министра юстиции, граф Пален сделан был членом Государственного совета. В 1879 году назначен членом особой комиссии для предварительного соображения дела о введении мировых судебных установлений в Прибалтийских губерниях; в этом же году участвовал в трудах комиссии при Государственном совете по вопросу о тюремном преобразовании. В 1883 году назначен председателем комиссии, учрежденной для пересмотра действующих о евреях в империи законов; в 1884 году назначен членом особой комиссии для составления проектов местного управления. Во время коронования императора Александра III состоял верховным церемониймейстером, а в 1896 году — верховным маршалом церемонии священного коронования императора Николая II и Александры Фёдоровны.
Умер 2 (15) мая 1912 года, похоронен в Курляндской губернии, на кладбище возле церкви в своем родовом имении Гросс-Экау, по соседству с семейной усыпальницей своего деда, похороненного там же.

## Награды
- Орден Святой Анны 3-й степени (2 октября 1855)
- Орден Святого Владимира 4-й степени (23 июня 1856)
- Орден Святого Станислава 1-й степени (31 декабря 1866)
- Орден Святого Владимира 2-й степени (20 апреля 1869)
- Мечи к ордену Святого Владимира 4-й степени (21 апреля 1869)
- Орден Белого орла (28 марта 1871)
- Орден Святого Александра Невского (17 апреля 1873)
- Бриллиантовые знаки к ордену Святого Александра Невского (17 апреля 1877)
- Орден Святого Владимира 1-й степени (15 мая 1883)
- Орден Святого апостола Андрея Первозванного (14 мая 1896)
- Бриллиантовые знаки к ордену Святого апостола Андрея Первозванного (17 апреля 1903)

Иностранные:
- Бельгийский Орден Леопольда I большого креста (15 октября 1872)
- Черногорский Орден князя Даниила I 1-й степени (22 мая 1883)
- Прусский Орден Красного орла большого креста (22 июля 1883); бриллиантовые знаки к ордену (15 июля 1896)[5]
- Австрийский Орден Леопольда 1-й степени (6 августа 1883)
- Саксонский Орден Альбрехта (6 августа 1883)
- Орден Вюртембергской короны (14 августа 1883)
- Норвежский Орден Святого Олафа (14 августа 1883)
- Орден Пия IX 1-й степени (26 сентября 1883)
- Орден Нидерландского льва большого креста (18 октября 1883)
- Французский Орден Почётного легиона большого креста (18 октября 1883)
- Саксен-Веймарский Орден Белого сокола большого креста (18 октября 1883)
- Японский Орден Восходящего солнца 1-степени (30 октября 1883)
- Испанский Орден Карлоса III большого креста (6 февраля 1884)
- Итальянский Орден Святых Маврикия и Лазаря большого креста (6 февраля 1884)
- Турецкий Орден Османие 1-й степени (20 ноября 1884)
- Британский Королевский Викторианский орден
- Австро-венгерский Орден Святого Стефана большого креста
- Мекленбургский Орден Вендской короны большого креста
- Гессенский Орден Людвига большого креста
- Монакский Орден Святого Карла (17 января 1897)

## Семья
Жена (с 30 апреля 1857 года) — графиня Елена Карловна Толь (29.04.1833—10.01.1910), фрейлина двора, дочь генерала от инфантерии графа К. Ф. Толя, лютеранка. В период губернаторства мужа в Пскове принимала активное участие в общественной жизни города. Была попечительницей Псковского детского приюта святой Ольги. В 1865 году по её инициативе в городе было создано первое женское благотворительное общество святой Марии. В 1906 году по ходатайству псковского губернского попечительства детских приютов была пожалована званием пожизненного почётного члена этого попечительства. В 1876 году графиня Пален была награждена орденом Св. Екатерины (меньшого креста), а 14 мая 1896 года пожалована в статс-дамы. Умерла в 1910 году в Санкт-Петербурге, похоронена в Гросс-Экау.

### Дети
- Мария (Marie Sophie Olga; 1858—21.09.1927[6]), фрейлина, скончалась скоропостижно в Митаве.
- Пётр (Peter Karl Johann; 11.11.1858—07.12.1912), камергер, дипломат.
- Константин (Konstantin Johann Georg; 1861—1923), гофмейстер, сенатор.
- Елена (Helene Olga Sophie; 1863—?), с 1882 года замужем за бароном Фёдором Адольфовичем Пилар фон Пильхау (1858—1916).
- Евгения (Julie Olga Eugenie; 1865 — после 1935), фрейлина, с 1884 года замужем за бароном Адольфом Адольфовичем Пилар фон Пильхау (1851—1925), лифляндским предводителем дворянства, членом Государственного совета.
- Наталия (Natalie Wera Leonie; 1866—1929), с 1898 года замужем за графом Арнольдом фон Медемом.
- Иван (Johann Friedrich Nikolaus; 1869—1941), камергер.